# Cedric Szi Mohamed
Cedric Szi Mohamed (arabul: سدريك سي محمد) (Roanne, 1985. január 9.) algériai labdarúgó, jelenleg az algériai élvolnabeli CS Constantine kapusa.

## Pályafutása
2009. október 2-án hívták be az Algériai A labdarúgó-válogatottba egy 12 napos edzőtáborba, amivel felkészültek a 2011-es Afrikai nemzetek kupája selejtezőjére. 2010. március 3-án a Liechtensteini labdarúgó-válogatott elleni felkészülési mérkőzésen debütált az Algériai labdarúgó-válogatott kapujában a 4-0-ra megnyert mérkőzésen.

## Sikerei, díjai
- JSM Bejaïa
  - Algériai első osztály bajnok: 2011, 2012